# Astenina
Sous-tribu
Synonymes
- Suniina Sharp, 1886

Les Astenina sont une sous-tribu de coléoptères de la famille des Staphylinidae, de la sous-famille des Paederinae et de la tribu des Lathrobiini.

## Genres
Astenus - Nazeris - Tetracanthognathus